# Richard Ackerschott
Richard Ackerschott (* 10. Dezember 1921 in Wuppertal; † 21. März 2002 in Bremen) war ein deutscher Fußballspieler.

## Karriere
In der Zeit nach 1945 und vor der Gründung der Fußball-Bundesliga 1963 war er einer der bekanntesten Abwehrspieler von Werder Bremen in der damaligen Oberliga. 1942 kam er als Flaksoldat nach Bremen und wurde in der 1. Mannschaft des SV Werder eingesetzt. Er trug den Spitznamen „Sense“ und gehört neben Arnold „Pico“ Schütz, Horst-Dieter Höttges, Dieter Eilts, Marco Bode, Dieter Burdenski, Frank Baumann und Clemens Fritz zu den Ehrenspielführern des Vereins. Er bestritt 832 Spiele. für den SV Werder. Am 29. Juli 1952 unterschrieb er beim SV Werder einen Vertrag. Er spielte bis 1958 für Werder Bremen, nach einem Gastspiel 1941 beim LSV Stettin. Sein erster Verein war der SSV Wuppertal.
Ackerschott diente dem Verein später lange Zeit in Vorstandsämtern, u. a. als Ligaobmann. In der Saison 1968/69 vertrat er den damaligen Werder-Trainer Fritz Langner am 10., 12. und 13. Spieltag, weil dieser erkrankt war. Am 34. Spieltag übernahm er in der zweiten Halbzeit erneut interimsweise den Trainerjob, da Langner das Stadion verlassen hatte, um Vertragsverhandlungen mit dem TSV 1860 München zu führen.